# Sílvia Orriols
Sílvia Orriols i Serra (Vic, Barcelona,  9 de octubre de 1984) es una política española, presidenta del partido político de extrema derecha Aliança Catalana, candidata a la alcaldía de Ripoll para las elecciones municipales de 2019 y 2023 y alcaldesa de Ripoll desde el 17 de junio de 2023.

## Biografía
Tiene una diplomatura en Biblioteconomía y Documentación por la Universidad de Vic y trabajó desde 2006 como administrativa en una empresa privada. Como política, ha militado en varios partidos políticos. En 2004 se integró en las listas de Estat Català para las elecciones al Parlamento Europeo. Tras el ilegal referéndum de independencia de Cataluña de 2017, empezó a participar activamente en las protestas de Ripoll contra la aplicación del artículo 155, tomando protagonismo paulatinamente gracias a este tipo de actos.
Posteriormente, se afilió al Front Nacional de Catalunya, partido con el cual se presentó a las elecciones municipales de 2019 en Ripoll y obtuvo 503 votos y un concejal. Los demás partidos del consistorio pactaron un cordón sanitario, con el compromiso de no pactar ni participar en debates electorales con ella. En marzo de 2020 abandonó el partido y continuó en el constistorio como concejal no adscrita.
En julio de ese mismo año fundó un nuevo partido político, Aliança Catalana, con el que defiende la independencia de Cataluña desde posiciones antisalafistas, islamófobas y antiespañolas. Más tarde, se presentó como alcaldable en las elecciones municipales de 2023. Se convirtió en la fuerza más votada del municipio, con 6 concejales y más del 30 % de los votos. Ante esta situación, la mayor parte de las fuerzas políticas restantes intentaron pactar para evitar que Orriols se convirtiera en alcaldesa de Ripoll. Sin embargo, este pacto no tuvo éxito debido a que Junts per Catalunya se desmarcó del cordón sanitario, hecho que permitió a Sílvia Orriols ocupar el cargo. El partido obtuvo dos escaños y cerca de 120.000 votos en las elecciones al Parlamento de Cataluña de 2024, donde Orriols era candidata a la presidencia de la Generalitat.
En 2023 la Generalidad de Cataluña le abrió un expediente sancionador por unas declaraciones en televisión presuntamente discriminatorias contra los musulmanes.
En 2024 fue objeto de un escrache organizado por la Organització Juvenil Socialista (OJS) en Ripoll, durante un acto en apoyo a Palestina y en rechazo a su partido Aliança Catalana. Alrededor de 200 personas se congregaron en la plaza de la Lira, donde criticaron su postura xenófoba y su apoyo al sionismo. Durante la protesta, Orriols fue rociada con harina, hecho que denunció en sus redes sociales.

## Ideología
Orriols mantiene una ideología próxima a la extrema derecha. Ha sido comparada con políticas europeas vinculadas a dicha ideología como Giorgia Meloni, Alice Weidel y Marine Le Pen, y también se la ha vinculado al movimiento identitario. También ha mostrado públicamente su admiración por Donald Trump y Daniel Cardona, uno de los fundadores de Estat Català y defensor de una «Cataluña libre de ataduras hispánicas». Orriols niega cualquier etiqueta de izquierda o derecha y se autodefine como independentista, nacionalista catalana, islamófoba y antiespañola; también ha sido descrita como una política populista, reaccionaria y estatista. Se considera más próxima ideológicamente a la CUP que a Vox, y considera a Salvador Illa, presidente de la Generalidad de Cataluña, como un imperialista. Muchos politólogos la consideran la antítesis de Isabel Díaz Ayuso, presidenta de la Comunidad de Madrid del PP.
Su discurso se centra en políticas contrarias a la inmigración, y ella misma considera que la inmigración en realidad es una invasión, idea que entronca con la teoría conspirativa del gran reemplazo. La propia Orriols considera inmigrantes a todas aquellas personas no nacidas en Cataluña: desde Andalucía y Extremadura, pasando por América Latina, China o el Magreb, por lo que su ideología también es descrita como racista, xenófoba y supremacista blanca. Cree que la declaración unilateral de independencia es la única vía posible para que Cataluña pueda controlar sus fronteras. Orriols cree que Cataluña «lleva 300 años invadida por España», y defiende una Cataluña «catalana, libre, occidental, católica, próspera y eterna». Considera que el catalán es la única lengua oficial de Cataluña y está en contra de la inmersión lingüística y del bilingüismo con el español. De hecho, ella misma ha dicho que: «con tanto andaluz y tanto musulmán nadie hablará catalán en Cataluña». Desde su entrada en el Parlamento de Cataluña como diputada ha reforzado aún más su discurso antiespañol; en un discurso en el atril, declaró que «por mucho que haya un 99% de castellanoparlantes en Cataluña, el español nunca será la lengua natural y propia de Cataluña». También remarcó que el español llegó a Cataluña por la vía de la inmigración y el derecho de conquista por parte de España, comentarios que fueron duramente criticados por partidos como Vox y PP. Defiende que los catalanes son una raza, idea cercana al racialismo catalán que considera a los catalanes superiores a los españoles. Orriols está en contra de la celebración de fiestas como la Feria de Abril, la tauromaquia y el Eid al-Adha en Cataluña, así como del uso del burka en espacios públicos. En febrero de 2025, Orriols propuso prohibir el velo islámico en todas las escuelas públicas de Ripoll al considerarlo «un símbolo que atenta contra la libertad de las mujeres».
Cree que la identidad nacional catalana está en peligro de extinción, y defiende que el multiculturalismo es un fracaso social. Suele terminar sus discursos con un «visca Ripoll, visca Catalunya, i mori Espanya!» («¡viva Ripoll, viva Cataluña, y muera España!»), y se niega a dar declaraciones en español. En julio de 2025, Orriols fue noticia por negarse rotundamente a hablar en español durante una entrevista en el programa de Telemadrid El diario de la Noche, lo que ocasionó una discusión con el presentador Antonio Naranjo y Orriols cortó en seco la entrevista.
Asimismo, la propia Orriols se ha mostrado a favor de los derechos LGBT, y apoya públicamente el matrimonio entre personas del mismo sexo, la identidad de género y el feminismo. Esto último ha llevado a que algunos políticos de la izquierda la acusen de homonacionalista y feminacionalista, y use estas posturas liberales para atacar a los inmigrantes. Apoya a Israel en la guerra israelí-palestina.

## Imagen pública
Desde su irrupción mediática en la política catalana, Sílvia Orriols ha polarizado tanto al independentismo catalán como al unionismo español por sus declaraciones antiespañolas, islamófobas, racistas y ultracatalanistas. A pesar de las diferencias políticas, su oratoria ha sido alabada por muchos periodistas. En el Parlamento de Cataluña, a pesar de criticar duramente al gobierno socialista y a enfrentarse a partidos ideológicamente opuestos, también mantenido una posición frontal y contraria con el otro partido de extrema derecha, Vox.
En julio de 2025, el Centro de Estudios de Opinión (CEO) publicó que Orriols era la segunda política favorita para ser la próxima presidenta de la Generalitat después de Salvador Illa y superando a Carles Puigdemont, y era la política que más crecía en popularidad entre los jóvenes catalanes de 18 a 25 años.